# Пустинна пясъчна боа
Пустинните пясъчни бои (Eryx miliaris) са вид влечуги от семейство Боидни (Boidae).
Разпространени са в Централна Азия и северно от Каспийско море.
Таксонът е описан за пръв път от Петер Симон Палас през 1773 година.

## Подвидове
- Eryx miliaris miliaris
- Eryx miliaris nogaiorum